# Metíoco e Partênope
Metíoco e Partênope é um romance grego clássico, preservado em fragmentos, e através de uma tradução para o persa pelo poeta Unsuri.
De acordo com Bo Utas e Tomas Hagg, o romance Wāmeq o ʿAḏrā é derivado de Metíoco e Partênope, pois, com a exceção do protagonista, os demais nomes são calques dos nomes gregos ou transliterações, além de a trama, conforme os fragmentos preservados, ser idêntica.
Os personagens título são, anacronisticamente, Metíoco, filho de Milcíades, e Partênope, filha de Polícrates, tirano de Samos.